# 紗藤まゆ
紗藤 まゆ（さとう まゆ、1993年10月21日 - ）は、日本の元AV女優。

## 略歴
2013年11月9日、SODクリエイト（SODstar）専属女優としてAVデビュー。
2014年4月から一時休業したが、同年9月に活動を再開。
2018年、フォーティーフォープロモーション所属となり、芸名を「紗藤あゆ（さとうあゆ）」として活動。
2019年3月30日のサイン会を以て引退。
2019年6月14日、ティーパワーズ所属となり、芸名を「紗東みお（さとうみお）」に改め活動を再開することを発表。
2020年11月9日を以てAV女優業を引退。

## 人物
愛媛県出身。工業高等学校の電気科を卒業後に上京。
鉄道事業者（社名は非公表）に約2年間勤務。電気信号を確認したり、レールのチェックをしたりしていた。
趣味はピアノ、明治文学（夏目漱石と三島由紀夫を好む）。特技は電気工事、ガス溶接、ボイラー取り扱い。

## 出演作品

### アダルトDVD
松元れいか 名義
- 国民的アイドル M-girls2 誘惑超絶大乱交4時間スペシャル～トップアイドル目指して酒池肉林のSEX接待～（2014年8月13日、MOODYZ）
- kira★kira SPECIAL公衆便所逆レ●プ-サンドイッチ逆3P強●中出し-（2014年11月19日、kira☆kira）

富野まき 名義
- 指オナニーをジュポジュポ見せつけてくる彼女にとまらない勃起。（2014年7月18日、SEX Agent）
- 初めて来宅した息子の彼女のノーブラキャミソールが湿って乳首ポッチがクッキリに!そんな姿に我慢できず、彼女を襲った父親（2014年8月8日、V&R PRODUCE）
- 大きな優越感と少しの罪悪感（2014年10月24日、BALTAN Emerald）
- 手を使わずお口だけで口内射精 よつんばいフェラ（2014年11月21日、SEX Agent）
- 超ガン見フェラ（2014年11月21日、SEX Agent）
- 絶対挿れてはいけない股コキ（2014年12月19日、SEX Agent）
- すっとるね岩永×フェチ スケ乳首チラ見え乳首ハミ尻 彼氏・旦那の横で寝取られる女9名5時間BEST（2015年10月9日、V&R PRODUCE）
- ヒトはここまで乱れられる 理性崩壊と豪快絶頂の記録4時間（2016年1月22日、BALTAN 総集編）
- 他人棒でしか興奮できない欲求不満女たちの浮気SEX 寝取り寝取られ欲情SEX厳選30名（2016年4月8日、V&R PRODUCE）

紗藤まゆ 名義
- AV Debut（2013年11月9日、SODクリエイト）
- 止まらない…超大量潮吹き 紗藤まゆ（2013年12月5日、SODクリエイト）
- 初イキッ!!（2014年1月9日、SODクリエイト）
- 超高級新人ソープ嬢（2014年2月6日、SODクリエイト）
- 失神するほど…イカサレテ 拘束×巨根×失禁（2014年3月6日、SODクリエイト）
- 女子高生自宅監禁 輪姦レイプ（2014年4月24日、SODクリエイト）
- 美少女即ハメ白書 26（2014年7月19日、ソクハメラボ）
- 親がいない日、僕は妹とむちゃくちゃSEXした。（2015年4月24日、I.B.WORKS）
- 全国女子大生図鑑☆愛媛 まゆちゃん 20才（2054年4月25日、ビッグモーカル）
- 誰にも言えないふたりの関係。 ゆりこい Cute lesbian（2015年6月1日、U&K）
- もう死んだってかまわない! 超ラッキーの連続で巻き起こるスケベ過ぎる一日! 鼻血が止まらないくらいの夢のエロハプニング続出! 3（2015年6月7日、ゴールデンタイム）
- 厳選ショートカット美少女25人8時間（2015年8月7日、TMA）
- 寝取られて…妹 ヌルヌルやん…妹 義父、怨めし でも俺、勃起してまう（泣） 紗藤まゆ（2015年9月11日、First Star）
- ノンストップ6Pレズビアン乱交（2015年9月19日、レズれ! プレイ）
- 働く尻肉女 肉感的な理想のフォルムで芳醇な香りを醸し出す美尻の尻コキ180min（2015年9月25日、REAL）
- 極嬢パンスト泡姫中出しソープDX（2015年10月9日、BAZOOKA）
- 漆黒のパンストレズビアン vol.2（2015年10月19日、レズれ! プレイ）
- 小悪魔JK 大胆パンチラコレクション 8（2015年10月20日、AROMA G-18）
- AV女優の裏側リポート かたりたがーる 紗藤まゆ（2015年10月31日、pornograph.tv）
- 膝上25cmのタイトミニ、気持ちよすぎる腿コキ 4（2015年11月13日、AROMA）
- 家族想いでエッチなDQN娘 vol.2 まゆちゃん（2015年12月31日、Nevermind）
- レズりたいのにレズれない。触れてはいけないアノ人と、オナニーだけでは我慢できずに禁断ディルドセックス（2016年1月19日、レズれ! プレイ）
- 可愛い子 限定 プライベートSEX 2016 vol.1（2016年2月1日、S-Cute 可愛い子限定）
- 仰天痙攣エクスタシー おまんこおっぴろげくぱぁセックス 紗藤まゆ（2016年5月27日、BECKAKU）
- 突然のゲリラ豪雨でノーブラ女子社員は乳首まで露に…。SEXOKサインと勘違いした男社員たちが強制的に孕ませ連続膣内射精!（2016年6月10日、V&R PRODUCE）
- 秘めた肉欲を覚醒させる エビ反り昇天快楽マッサージ（2016年6月19日、マッサGoGo!! / 妄想族）
- 新入女子社員セクハラ耐久テスト! 社内で痴女セクハラし放題!! エロ親父に対する忍耐力を試していたら、声も出さずに感じまくりパンツはびしょ濡れ! 新人女子社員はソソル痴女好き女子だった!!（2016年6月23日、SOSORU）
- 真面目で熱心な新入女子社員の悩みを相談! 社員のいない深夜の会社で絶対秘密の生挿入! 社内にも関わらず理性は崩壊し仰け反るように絶叫イキ! あまりの気持ちよさに中出しOK!（2016年7月8日、V&R PRODUCE）
- 幼なじみ女子校生 家出レズ なつめ愛莉 紗藤まゆ（2016年8月1日、U&K）
- サテンマッサージ（2016年8月5日、フリーダム）
- ドMな僕がソソるギャル系出張マッサージを頼んだら、キンタマ電気あんまをくらわされ乳首を舐められ悶絶! 勃起しまくったチ○ポをなぶられまくりヒィヒィ言ってると、とどめに騎乗位でマ○コへ入れていただき、グリグリされてイカされてしまいました!!（2016年8月6日、SOSORU）
- いつでもどこでも時間停止して中出しできる学園（2016年8月13日、MOODYZ REAL）
- 何度も何度もイカセ続ける連続昇天スペシャル（2016年8月19日、TEPPAN SPECIAL）
- レズれ! シリーズBEST ノーモザイク・レズれ! コンプリート8時間 超ギリッギリを集めました!（2016年8月19日、レズれ! ベスト）
- 意識朦朧 激ハードピストンSEX 2（2016年9月1日、TEPPAN SPECIAL）
- ブルマ越しの小便を吸わされる男（2016年9月5日、フリーダム）
- 初めて来たオイルエステで、エステティシャンが予想以上にミニスカート & 胸チラで対応してくる! その無防備な格好にソソられるが冷めた態度…。しかし僕がデカチンだと気付いた途端、チ○ポに夢中になり本番行為を自ら求めてきた!! 2（2016年9月8日、SOSORU）
- 完全撮り下ろし 鉄板女優さんの好きなように手コキして下さい。（2016年9月19日、TEPPAN）
- SEX by HMJM 16 ハマジムベスト16 6時間（2016年9月24日、HMJM）
- 女子校の、男性教師がキ○タマを潰される!（2016年10月5日、フリーダム）
- JKぬるぬるオ●ンコディルドオナニー 5（2016年10月7日、DiVA's）
- AV女優 裸コレクション 第二弾（2016年10月14日、V&R PRODUCE）
- マッサージでエビ反り大昇天BEST（2016年10月19日、マッサGoGo!! / 妄想族）
- 拘束汗だく厳選性交集 Steel Hold BEST（2016年10月19日、TEPPAN SPECIAL）
- 碧しの レズれ！ プレミアムBEST8時間（2016年10月19日、レズれ! ベスト）
- 女子校生のおま●こ健康診断（2016年10月21日、JKS）
- コスプレ個人撮影ハメッ娘クラブ01 密着リアルドキュメント 生中出し編 紗藤まゆ19歳（2016年12月23日、秘密クラブ）
- ピン勃ち乳首の幼気な美少女は、異常性欲者の性処理玩具 紗藤まゆ（2017年1月13日、オーロラプロジェクト）
- 中出し人妻不倫旅行 紗藤まゆ（2017年3月25日、ビッグモーカル）
- 娘の友人の乳首が透けてて我慢できない 紗藤まゆ（2017年7月7日、ムーディーズ）
- 禁断介護 紗藤まゆ（2017年8月3日、グローリークエスト）
- スレンダー美少女と密室制服デート 紗藤まゆ（2017年11月21日、ケートライヴ）

かな 名義
- 水泳強豪校を隠し撮り!競泳水着でマッサージが当たり前!そのまま完全着衣で中出ししたい!（2014年7月10日、Mr.michiru）

れいか 名義
- 『高偏差値大学に通う地味で真面目そうな眼鏡女子ほど、実は超エロいって本当？』試しに声を掛けてみたら…、敏感過ぎて痙攣しながら潮吹きまくりでイキ果てちゃいました…。 5（2014年9月12日、S級素人）

さゆき 名義
- 10代のエロい身体 ショートカットの女子校生に生中出し（2015年5月13日、無垢）

さやか 名義
- 120%リアルガチ軟派伝説 vol.25（6月10日、プレステージ）

みさ 名義
- 街角女子力検定!! お姉さんのSEX偏差値調べます!（2015年6月19日、DOC）

りん 名義
- 制限時間内で何度も射精させるほど、高額賞金GET！！スポーツ系女子大生が初乗車！発射をうながす為に鍛え上げた引き締まった腹筋をさわらせ 桃色おま○こに挿入も！マジックミラー号（2018年7月26日、MM号）

松本マキ（マキ・サイズニー） 名義
- 南国の大自然で育ったタイ人ハーフ美少女は抜群のスタイルと常時乳首勃起で五十回以上イキまくるチクビッチな無邪気な淫乱小悪魔でした。（2018年11月12日、ファーストスター）

あゆ 名義
- 応募素人さん即撮り生ハメ01 小麦色健康ボディの季節外れな日焼けアトが生々しい18才スポーツ少女（2018年12月1日、モウソウゾク）

名義不明
- 小、中、そして○校生の現在もアダ名が「博士」の貧弱な僕。 そんな僕の自宅には、クラスの女子がAV見たさによくやって来る。でも、いざエッチなシーンを見たらモジモジしだして頬を赤らめ、パンティー越しにもわかるくらいにビショ濡れで恥ずかしい染みだらけ!そしてヤリたくてヤリたくて我慢できない女子が僕に急接近。 9（2014年7月24日、Hunter）
- 合コンでお持ち帰りした女子を隠し撮り。 許可無しAV発売。 【其の四】（2014年9月1日、変態紳士倶楽部）
- 毎朝通勤途中に見かける女子高生のパンチラが見えてラッキーと思ってたら、彼女のマ○コはムズムズ発情中。（2014年9月25日、SWITCH）
- 生姦中出し人妻ナンパ（2015年1月1日、グローリークエスト）
- 都内某所の優良おっぱいパブでは、1日1時間限定で挿入OK!!との噂が!?このご時世に本当にそんなおっパブが存在するのか徹底検証!! 2（2015年4月10日、SCOOP）
- 過激すぎるド素人娘 4時間スペシャル 24（2015年5月8日、S級素人）
- 合コンお持ち帰りSEX ガチ素人スペシャル 2（2015年5月8日、S級素人）
- スーパーで買い物帰りに突然のゲリラ豪雨でママ友の家に雨宿りに来た御近所奥さんの、びしょ濡れすけすけに発情（2015年5月9日、アイエナジー）
- 幼馴染とHごっこで素股状態!でヌルヌル“ズボ” 小中そして高校生になった今も女の子に全くモテないボクとは対照的に幼馴染はクラスでマドンナ的存在に!!学校では奥手で真面目ぶっているが実は超スケベでHな事に興味津々!!興味あるくせにビビリなもんだから「Hごっこしよう!」と言ってボクでHな事を色々試そうとするんです!ある日、Hごっこだった遊びがエスカレートして素股状態に!!幼馴染の腰の動きが止まらなくなり僕も気持ちよくなり腰を動かしていたら「ダメ、ダメ、それ以上動いたら入っちゃうそれじゃSEXになっちゃう」と息を荒くして…!!（2015年6月6日、Hunter）
- ワケあり回春睾丸マッサージ 4 ～究極の射精体験へと導く人妻たち～（2015年6月12日、BAZOOKA）
- 生中出し若妻ナンパ! 9（205年6月12日、S級素人）
- 新感覚素人ナンパ痴漢 街で声をかけられ『痴漢撃退法の体験モニター』だと騙されやって来た素人娘に抵抗もさせずに羞恥凌辱痴漢でマ●コ痙攣!失禁する程感じさせろ! 高学歴お嬢様女子高生6人バージョン（2015年6月18日、アパッチ）
- 現役女子大生ナマ中出しライフ 2（2015年6月26日、S級素人）
- 僕が童貞なのを知ってか知らずか、ノーブラで乳首ポッチになった胸をチラつかせてくる友達の母親。二人っきりになったのをいいことに僕の息子も可愛がってくれました。 4（2015年6月26日、SCOOP）
- 人生初・トランス状態 激イキ絶頂セックス 緒咲みお（2015年7月1日、プレステージ）
- 「お兄ちゃん!大好き!!」 日常の態度からも伝わる程僕を好きすぎる妹が、ついに禁断の告白を!?可愛くてJKでピチピチな身体の妹にそんな事を言われ理性を失った僕は「今回だけだぞ」と…（2015年7月1日、DOC）
- 危険日直撃訪問!子作り性教育 2 ～絶倫先生が教え子の家に家庭訪問して生中出しセックス実習～（2015年7月9日、Mr.michiru）
- 女のカラダは腰使いで決まる! 4時間 16（2015年7月10日、BAZOOKA）
- 変態カップル募集企画! 2人が実際に働くオフィスでバレないようにハメ撮りしてきて! カメラ片手にバレずにSEX!（2015年7月23日、Mr.michiru）
- 猛暑のある日、家のエアコンが壊れサウナ状態!! 暑さに耐えきれずムレムレなスカートの奥のパンツに扇風機を当てて気持ちよさそうにしている制服姿を見ていたら… 3（2015年8月1日、DOC）
- いとこ成長日誌 褐色の美少女と親戚のオジさんと夏休みの想ひ出 (2015年8月28日、First Star)

### イメージDVD
- Pure Moe Mix（2014年5月25日、日本コンテンツ流通）※「とうまゆさ」名義
- pg（2015年4月25日、ターンテーブル）※「深川ここ」名義
- ぱいぱんムスメのお戯れ！ まゆ（2017年5月19日、ファインピクチャーズ）
- リコス！アイドルコレクションvol.5 紗藤まゆ（2018年1月9日、INTEC.INC）

### VR配信
- まゆのおもちゃ愛撫でイカサレVR 紗藤まゆ（2017年3月23日、SIG-VR）
- まゆの見せつけフェラVR 紗藤まゆ（2017年03月23日、SIG-VR）
- まゆのコスプレセクシーイメージVR 紗藤まゆ（2017年3月23日、SIG-VR）
- まゆのコスプレ応援VR 紗藤まゆ（2017年3月23日、SIG-VR）
- イチャつきデリヘル 紗藤まゆ【リアル映像】（2017年12月5日、ケイエムプロデュース）

### Web配信
- 興奮して女の子を触ったら…（2015年6月15日、アロマ企画）

## テレビ
- Sweet Angel #25（2013年11月15日、MONDO TV）
- GO!GO!こじまな号 #9~10（2014年1月~2月、エンタ!959）
- 魚拓と成瀬のツキとスッポンぽん #277,#278（2019年12月22日,29日、パチ・スロ サイトセブンTV）

## 配信テレビ
- DTテレビ #95（2019年10月18日、AmebaTV）

## CM
- マンガ倉庫（2014年）